# Замена вероятностной меры
Замена вероятностной меры (Change measure) - применяемая в стохастической финансовой математике процедура изменения вероятностной меры относительно которой рассматриваются случайные процессы с целью получения иных (возможно более удобных с для практических целей) формул оценки стоимости финансовых инструментов или иных их характеристик.
Замена вероятностной меры основана на теоремах Радона-Никодима, теореме Гирсанова, а также на обобщенной формуле Байеса для условных математических ожиданий.
Теория арбитражного ценообразования в первую очередь предполагает замену физической вероятностной меры на риск-нейтральную меру. Во многих случаях удобным оказывается замена последней на форвардную меру. Могут применяться также иные меры, например, своп-мера.
Чаще всего использование той или иной меры связано с тем что в соответствующей мере некоторый интересующий процесс является мартингалом, а значит наилучшей оценкой будущего ожидаемого значения (ожидаемого в этой мере) равно текущему значению процесса.

## Производная Радона-Никодима и формула Байеса
В теории вероятностей вероятностная мера определяется аксиоматически, соответственно на одном и том же пространстве событий могут быть определены потенциально разные вероятностные меры. В теории меры используется понятие абсолютной непрерывности одной меры относительно другой и более сильное понятие взаимной абсолютной непрерывности мер - эквивалентность мер. Меры называются эквивалентными, если любое событие нулевой меры в одной из них имеет нулевое значение и в другой мере.
Теорема Радона-Никодима утверждает, что для таких мер существует случайная величина, с помощью которой можно перейти от одной меры к другой. Такая случайная величина Z называется производной Радона-Никодима и ее удобно обозначать по аналогии с обычными производными как {\displaystyle {d\mathbb {Q}  \over d\mathbb {P} }}. При таком обозначении очевидным становится равенство, которое собственно и представляет собой определение производной Радона-Никодима:
{\displaystyle \mathbb {Q} (A)=\int \limits _{A}{d\mathbb {Q}  \over d\mathbb {P} }d\mathbb {P} =\int \limits _{A}Zd\mathbb {P} }
В случае именно вероятностных мер производная Радона-Никодима предполагается нормализованной в том смысле, что ее математическое ожидание в "старой" мере должно быть равно единице, так как это равно значению "новой" меры всего пространства событий, что по определению должно быть равно единице.
Отсюда несложно также видеть как связано математическое ожидание в одной мере с математическим ожиданием в другой
{\displaystyle \mathbb {E} ^{\mathbb {Q} }(X)=\int ZXd\mathbb {P} =\mathbb {E} ^{\mathbb {P} }(ZX)}
Можно показать, что в случае условных математических ожиданий выполнено равенство (собственно обобщенная формула Байеса)
{\displaystyle \mathbb {E} _{\mathcal {F}}^{\mathbb {Q} }(X)={\mathbb {E} _{\mathcal {F}}^{\mathbb {P} }(ZX) \over \mathbb {E} _{\mathcal {F}}^{\mathbb {P} }(Z)}}
Для случайных процессов предполагается заданным не только вероятностное пространство, но и фильтрация событий - поток сигма алгебр {\displaystyle {\mathcal {F}}_{t}}, "вложенных" в полную сигма-алгебру событий. В финансовой теории эти сигма-алгебры интерпретируются как "информация доступная к данному моменту". Относительно этой "информации" могут рассматриваться условные математические ожидания будущих значений случайных процессов.
Учитывая общую формулу Байеса можно записать следующую формулу
{\displaystyle \mathbb {E} _{t}^{\mathbb {Q} }(X_{T})={\mathbb {E} _{t}^{\mathbb {P} }(Z_{T}X_{T}) \over z_{t}}=\mathbb {E} _{t}^{\mathbb {P} }({Z_{T} \over z_{t}}X_{T})} ,    где  {\displaystyle z_{t}=\mathbb {E} _{t}^{\mathbb {P} }(Z_{T})} - так называемый процесс плотности

## Формула замены эквивалентных мартингальных мер
Пусть {\displaystyle V} - процесс стоимости актива, и даны два процесса {\displaystyle A} и {\displaystyle B}, такие что отношения {\displaystyle V/A} и {\displaystyle V/B}  являются мартингалами соответственно в мере {\displaystyle Q^{A}} и {\displaystyle Q^{B}} (такие меры называют мартингальными). Это означает, что
{\displaystyle {V_{t} \over A_{t}}=\mathbb {E} _{t}^{\mathbb {Q} ^{A}}({V_{T} \over A_{T}})}  и   {\displaystyle {V_{t} \over B_{t}}=\mathbb {E} _{t}^{\mathbb {Q} ^{B}}({V_{T} \over B_{T}})}
Но поскольку текущая стоимость актива одна и та же и не зависит от меры, то отсюда получаем формулу связи условных математических ожиданий в таких мерах
{\displaystyle \mathbb {E} _{t}^{\mathbb {Q} ^{A}}({V_{T} \over A_{T}})={B_{t} \over A_{t}}\mathbb {E} _{t}^{\mathbb {Q} ^{B}}({V_{T} \over B_{T}})=\mathbb {E} _{t}^{\mathbb {Q} ^{B}}({B_{t}A_{T} \over A_{t}B_{T}}{V_{T} \over A_{T}})}
Это по существу и есть формула замены мартингальных мер. Также полезно получить отсюда выражение для процесса плотности. Учитывая формулу замены меры для случайных процессов из этой формулы следует, что в данном случае для процесса плотности имеет место равенство
{\displaystyle {Z_{T} \over Z_{t}}={B_{t}A_{T} \over A_{t}B_{T}}={A_{T}/B_{T} \over A_{t}/B_{t}}}
Отсюда следует, что процесс плотности {\displaystyle Z_{t}} пропорционален процессу {\displaystyle A_{t}/B_{t}}, а поскольку процесс плотности в нулевой момент времени должен быть равен единице, то этот коэффициент пропорциональности должен быть равен обратной величине этого процесса в нулевой момент времени:
{\displaystyle Z_{t}={A_{t}/B_{t} \over A_{0}/B_{0}}}

### Замена меры в дифференциальном представлении процессов
При замене меры в соответствии с теоремой Гирсанова в представлении стохастического процесса в дифференциальной форме меняется дрифт - трендовая составляющая - на величину, равную взятому с обратным знаком произведению волатильности процесса на волатильность процесса плотности. То есть если исходный процесс в мере {\displaystyle \mathbb {Q} ^{A}} имеет вид
{\displaystyle dX_{t}=\mu _{t}(X_{t})dt+{\boldsymbol {\sigma }}_{t}^{T}(X_{t})d{\boldsymbol {W}}_{t}^{\mathbb {Q} ^{A}}}
то в мере {\displaystyle \mathbb {Q} ^{B}} процесс имеет вид:
{\displaystyle dX_{t}=[\mu _{t}(X_{t})-{\boldsymbol {\lambda }}_{t}^{T}{\boldsymbol {\sigma }}_{t}(X_{t})]dt+{\boldsymbol {\sigma }}_{t}(X_{t})d{\boldsymbol {W}}_{t}^{\mathbb {Q} ^{B}}}
где {\displaystyle {\boldsymbol {\lambda }}_{t}^{T}} - процесс волатильности для процесса плотности {\displaystyle z_{t}} замены мер:
{\displaystyle dz_{t}=-z_{t}{\boldsymbol {\lambda }}_{t}^{T}d{\boldsymbol {W}}_{t}^{\mathbb {Q} ^{A}}}

## Примеры замены мер

### Замена риск-нейтральной меры на форвардную
В риск-нейтральной мере базой стоимости (numeraire) является банковский счет, а в форвардной мере - бескупонная облигация. Согласно общей формуле замены меры имеем
{\displaystyle \mathbb {E} _{t}^{\mathbb {Q} ^{T}}(V_{T})=\mathbb {E} _{t}^{\mathbb {Q} }({B_{t}P(T,T) \over B_{T}P(t,T)}V_{T})=\mathbb {E} _{t}^{\mathbb {Q} }({D(t,T) \over P(t,T)}V_{T})}
Учитывая, что процесс стоимости дисконтной облигации {\displaystyle P(t,T)=\mathbb {E} _{t}^{\mathbb {Q} }[D(t,T)]} является фактически t-измеримым случайным процессом, то его можно вынести за знак математического ожидания и тогда получаем следующую формулу
{\displaystyle V_{t}=\mathbb {E} _{t}^{\mathbb {Q} }(D(t,T)V_{T})=P(t,T)\mathbb {E} _{t}^{\mathbb {Q} ^{T}}(V_{T})}
Первая формула- формула оценки в риск-нейтральной мере, вторая - в форвардной мере.
Процесс плотности в данном случае {\displaystyle z_{t}\thicksim P(t,T)/B(t)} в дифференциальной форме имеет вид {\displaystyle dz/z=\sigma _{p}(t,T)dW_{t}^{\mathbb {Q} }} где {\displaystyle \lambda =\sigma _{p}(t,T)} - процесс волатильности дисконтной облигации. 

### Замены между форвардными мерами различной срочности
Процесс плотности в данном случае {\displaystyle z_{t}\thicksim P(t,T)/P(t,S)} в дифференциальной форме имеет вид {\displaystyle dz/z=[\sigma _{p}(t,T)-\sigma _{p}(t,S)]dW_{t}^{\mathbb {Q} ^{T}}}.
Используя общую формулу замены мер можно записать следующую формулу при {\displaystyle T<S}:
{\displaystyle \mathbb {E} _{t}^{T}(X_{T})=\mathbb {E} _{t}^{S}\left[{P(t,S) \over P(t,T)}{P(T,T) \over P(T,S)}X_{T}\right]={P(t,S) \over P(t,T)}\mathbb {E} _{t}^{S}\left[{X_{T} \over P(T,S)}\right]}
Если подставить в эту формулу вместо {\displaystyle X_{T}} величину {\displaystyle P(T,S)X_{T}}, получим
{\displaystyle \mathbb {E} _{t}^{T}(P(T,S)X_{T})={P(t,S) \over P(t,T)}\mathbb {E} _{t}^{S}\left[X_{T}\right]}
Следовательно
{\displaystyle \mathbb {E} _{t}^{S}\left[X_{T}\right]={P(t,T) \over P(t,S)}\mathbb {E} _{t}^{T}(P(T,S)X_{T})}
Соответственно, если внутри математического ожидания использовать замену {\displaystyle P(S,T)} на {\displaystyle 1/P(T,S)} при необходимости, то независимо от того, {\displaystyle T<S} или {\displaystyle T>S} можно использовать формулу
{\displaystyle \mathbb {E} _{t}^{T}(X_{T})={P(t,S) \over P(t,T)}\mathbb {E} _{t}^{S}\left[{X_{T} \over P(T,S)}\right]}
Из этого следует общая формула оценки случайного будущего платежа в произвольной форвардной мере
{\displaystyle V_{t}=P(t,S)\mathbb {E} _{t}^{S}\left[{V_{T} \over P(T,S)}\right]}
И в частности, если T=S знаменатель становится равным единице и получаем классическую формулу оценки в собственной форвардной мере.
Также можно показать, что в вышеприведенную формулу также можно записать и заменив {\displaystyle P(T,S)} на {\displaystyle D(T,S)}
{\displaystyle V_{t}=P(t,S)\mathbb {E} _{t}^{S}\left[{V_{T} \over D(T,S)}\right]}